# Herrenkoog
Der Herrenkoog (nordfriesisch: Hiirnekuuch, dänisch: Herrekog) ist ein Koog in Nordfriesland.

## Allgemein
Der Koog liegt im Kreis Nordfriesland und hat eine Einwohnerzahl von circa 160. Teile des Herrenkooges gehören zur Gemeinde Dagebüll, aber der größte Teil des Kooges gehört zur Gemeinde Risum-Lindholm. Er hat eine Fläche von rund 900,41 Hektar und grenzt im Westen an den Kleiseerkoog (durch Moordeich getrennt) und im Süden an den Bottschlotter Koog. Die meisten Einwohner des Kooges leben entweder von der Landwirtschaft oder sie sind in der Umgebung berufstätig.

## Geschichte
Der Koog entstand Anfang der 1920er Jahre aus ehemaligem Moorgebiet. Weil das Gebiet sehr feucht war, dauerte es einige Jahre, dieses trockenzulegen, doch schließlich im Jahre 1935 konnte der Koog feierlich eingeweiht werden. Jährliche Höhepunkte sind das Herrenkoogfest und der „Stäljmun“ (Ironman Nordfriesland). Im Juli 2010 feierten die Herrenkooger ein besonderes Jubiläum: die erste Besiedlung ihres Kooges vor 75 Jahren.

## Stäljmun
Der so genannte „Stäljmun“ (friesisch für: Eisenmann, in Anlehnung an den Triathlonwettbewerb Ironman) war der jährlich stattfindende Herrenkoog-Triathlon und hat seinen Ursprung im Jahr 1991. Gestartet als private Sportveranstaltung mit 19 Teilnehmern um einen Wettstreit dreier Freunde, entwickelte sich der Herrenkoog-Triathlon im Laufe der Jahre zu einem großen Sportereignis der Region mit zuletzt über 1.000 Teilnehmern. Die letzte Veranstaltung fand im Jahr 2016 statt.

### Angebotene Wettbewerbe
- Mitteldistanz (70,3 Meilen)

(< 200 Starter; 1,9 km Schwimmen, 90 km Radfahren, 21,1 km Laufen; Staffeln erlaubt)
- Olympische Distanz

(<250 Starter; 1,5 km Schwimmen, 44,2 km Radfahren, 10,5 km Laufen)
- Kindertriathlon

(<50 Starter; Distanzen: 100 m Schwimmen, 5 km Radfahren, 1 km Laufen)
- Jedermanndistanz

(Staffeln erlaubt; 550 m Schwimmen, 25 km Radfahren, 5 km Laufen)

## Sport und Kirchengemeinde
Die meisten Einwohner des Kooges sind evangelisch und gehören der Kirchengemeinde Risum-Lindholm an.